# Пачков
Па̀чков или Па̀чкув (на полски: Paczków; на немски: Patschkau, Potschke) е град в Южна Полша, Ополско войводство, Ниски окръг. Административен център е на градско-селската Пачковска община. Заема площ от 6,60 км2.

## Население
Според данни от полската Централна статистическа служба, към 31 декември 2013 г. населението на града възлиза на 7 865 души. Гъстотата е 1 192 души/км2.